# Hercules (Haendel)

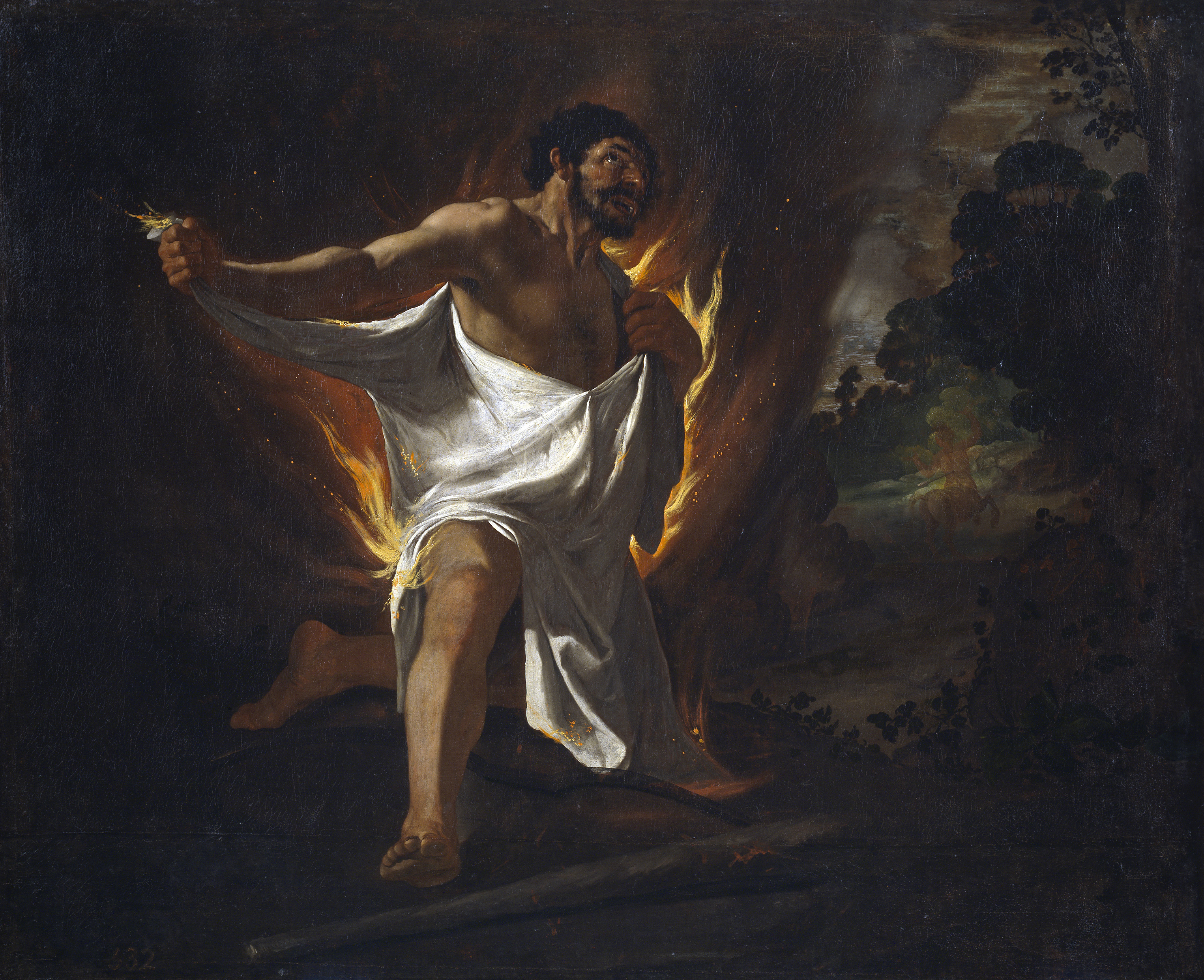
La mort d'Hercule, par Francisco de Zurbaran - Madrid, Musée du Prado

Hercules (HWV 60) est un drame musical en trois actes de Georg Friedrich Haendel composé en juillet et août 1744.
Le livret en anglais est l'œuvre du Révérend Thomas Broughton, dont les sources sont la tragédie Les Trachiniennes de Sophocle et le Livre IX des 
Métamorphoses d'Ovide qui rapportent les circonstances de la mort d'Hercule, thème du drame musical.
La numérotation de cette œuvre dans le catalogue Händel-Werke-Verzeichnis (HWV en version abrégée) établi par le musicologue Bernd Baselt le classe parmi les oratorios comme quelques autres, bien que le sujet n'en soit pas religieux, pour la double raison qu'elle peut s'interpréter en concert sans représentation scénique, et que dans ce catalogue, les numéros HWV 1 à HWV 42 (séquence des opéras) sont réservés aux opéras à livret en italien. Selon Winton Dean, Hercules, tout comme Semele ou Acis and Galatea qui sont également tirés de la mythologie grecque, est cependant plus proche de l'opéra, le chœur - pratiquement absent du drama per musica italien - y jouant un rôle moins important que dans les oratorios tirés de l'Ancien Testament.

## Composition et accueil
Les conditions de la composition de Hercules prouvent la rapidité avec laquelle Haendel pouvait composer un oratorio, en quelques semaines : dans ce cas précis, il en composa deux l'un après l'autre dans ces conditions, commençant Belshazzar juste après avoir terminé Hercules. Le premier acte commencé le 19 juillet 1744 fut terminé le 30 du même mois, et le second acte était prêt dès le 11 août. Enfin, il apparaît que l’œuvre complète était terminée le 21 août puisque ce même jour, il écrivit à Charles Jennens, librettiste de Belshazzar pour lui en réclamer le texte du troisième acte. À l’évidence, Jennens n’avait pu suivre la cadence du compositeur, et avait terminé seulement les deux premiers actes. Haendel n’attendit pas de disposer du dernier acte de Belshazzar pour commencer à en écrire la musique dès le 23 août.
La première de Hercules eut lieu le 5 janvier 1745 au King’s Theatre de Haymarket et ce fut un four retentissant, suivi d'une seule autre représentation. Semele, l'année précédente, avait appelé la même désapprobation du public, par son caractère profane plus digne d'un opéra que d'un oratorio. Haendel dut abréger la saison et fit publier le 17 janvier dans le Daily Advertiser un communiqué précisant que les souscripteurs pourraient se faire rembourser le prix des concerts annulés. Mais plusieurs voix se firent entendre dès le lendemain pour demander de décliner ce remboursement « with Justice to the Character of the Nation, and the Merit of the Man » (eu égard aux valeurs de la Nation, et au mérite de l’Homme).
À l'évidence, de nombreux souscripteurs renoncèrent généreusement au remboursement, car quelques jours plus tard, Haendel fit annoncer que la saison serait prolongée autant qu'il serait financièrement possible. En tout, 16 des 24 concerts prévus furent réalisés ; outre des interprétations de Samson, Saul, Joseph and his Brethren et Le Messie, la première de Belshazzar eut lieu le 27 mars.

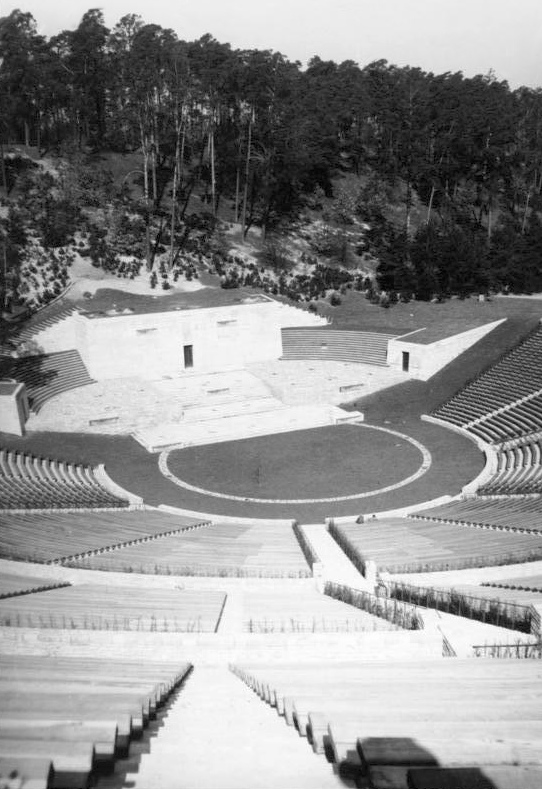
La scène Dietrich-Eckart

On s’aperçut progressivement au XXe siècle que ces œuvres méritaient mieux que l’oubli et pouvaient parfaitement être présentées en tant qu’opéra. C’est à Münster, en Westphalie, qu' Hercules connut sa première représentation scénique, le 4 mars 1925. Sous cette forme, il fut à nouveau apprécié, et même considéré comme une des plus grandes compositions de Haendel par Romain Rolland, Henry Prunières, Paul Henry Lang et d'autres experts. Depuis lors, la pratique s'est étendue, récemment avec William Christie (Paris 2004, Vienne 2005, New York et Londres 2006) et, en 2005, lors du Festival Haendel de Halle avec Alessandro De Marchi et Fred Berndt. Plus récemment, Barrie Kosky a à son tour mis en scène cet Hercules à l'Opéra de Francfort en janvier 2023, avec deux reprises en 2024 successivement au Komische Oper de Berlin puis à nouveau à Francfort.
En apothéose artistique des Jeux Olympiques de Berlin en 1936 et aux fins de propagande du régime hitlérien, une version germanisée et pharaonique (Herakles) fut présentée les 14 et 16 août, rassemblant 2.500 participants sur la scène en plein air Dietrich-Eckart (la Waldbühne actuelle), avec onze chœurs dont des délégations des chœurs de la SA ainsi que de la Ligue des femmes national-socialistes ; la direction musicale était assurée par Fritz Stein (de), et, pour le renforcement du niveau sonore des basses, on utilisa un trautonium et un clavecin à amplification électronique spécialement mis au point pour la circonstance par Hanns Neupert.

## Musique instrumentale
Hercules comprend quatre pièces de musique purement instrumentale :
- Une ouverture à la française, habituelle à toutes les compositions lyriques de Haendel ;
- Un menuet, également habituel, la suit immédiatement ;
- Une marche de caractère martial, au milieu du premier acte, annonce l'arrivée du héros, retour victorieux de la guerre ;
- Une sinfonia, au cours du dernier acte, annonce la mort d'Hercule. De caractère tragique et tourmenté, elle enchaîne les passages largo au rythme syncopé et furioso, soulignant son abattement et ses accès de douleur.

## Distribution
| Personnage                    | Voix          | Première 5 janvier 1745                 |
| ----------------------------- | ------------- | --------------------------------------- |
| Hercules                      | basse         | Thomas Reinhold                         |
| Dejanira, épouse d'Hercule    | mezzo-soprano | Anastasia Robinson                      |
| Iole, fille du roi d'Oechalia | soprano       | Élisabeth Duparc, alias "La Francesina" |
| Hyllus, fils d'Hercule        | ténor         | John Beard                              |
| Lichas, un héraut             | contralto     | Susanna Maria Cibber                    |

## Appréciations
En dépit de son peu de succès auprès du public londonien au XVIIIe siècle, Hercules est considéré par nombre de critiques et musicologues comme un des grands chefs-d'œuvre de Haendel qui y « recrée la force dramatique et morale de la tragédie sophocléenne ».
Ainsi, Romain Rolland écrit-il en 1910 que « la sublime tragédie à l'antique, Héraklès, a musical drama, (qui) marque le faîte du drame musical Haendelien, et, l'on peut même dire, de tout le théâtre musical avant Gluck. ».
Pour Winton Dean, « les drames classiques Semele et Hercules (...) ont peu de rivaux, sur le plan de la fraîcheur d'invention et de l'étendue imaginative, dans l'œuvre de Haendel, et aucun dans le drame musical anglais en général. ».
Henry Prunières considère Hercules comme « peut-être la plus grande œuvre de Haendel » et Jean Gallois, lui aussi, affirme que « Hercules reste bien un des plus hauts sommets de la création haendelienne. ».
Paul Henry Lang n'est pas moins affirmatif : « the highest peak of late baroque music drama. ».
Quant à Piotr Kaminski, « ce chef-d'œuvre ne devrait jamais quitter les scènes mondiales, alors qu'elles commencent seulement à en découvrir les vertus. ».